# サド線
サド線（Linha do Sado）は、ポルトガル鉄道が運行するリスボン近郊鉄道の路線。バレイロとセトゥーバル郊外のサド駅との間を結んでいる。

## 概要
名称であるサド線はリスボン近郊鉄道の一路線としてのものであり、形式上はアレンテージョ線およびポルトガル鉄道南線の一部区間に属する。
リスボン近郊鉄道の路線としては最後の非電化路線であったが、ピニャール・ノーヴォ - プライアス・ド・サドA間は2004年、バレイロ - ピニャール・ノーヴォ間は2008年に電化が施行された。

## 路線
| exBHF |

| exSTR | uexKHSTa |

| exhKRZW | uxTRAJEKT |

| exSTR | uexKHSTe |

| exSTR | KHSTa |

| exSTR | HST |

| exSTR | HST |

| exSTR | HST |

| exSTR | HST |

| exSTR | HST |

| exSTR | HST |

| exSTRl | eABZg+r |

|  | HST |

|  | HST |

|  | HST |

|  | HST |

|  | HST |

|  | HST |

| exBHF |

| exSTR | uexKHSTa |

| exhKRZW | uxTRAJEKT |

| exSTR | uexKHSTe |

| exSTR | KHSTa |

| exSTR | HST |

| exSTR | HST |

| exSTR | HST |

| exSTR | HST |

| exSTR | HST |

| exSTR | HST |

| exSTRl | eABZg+r |

|  | HST |

|  | HST |

|  | HST |

|  | HST |

|  | HST |

|  | HST |

2016年9月11日改正のダイヤ（最新版）における運行頻度と所要時間は次のとおりである。
平日（月 - 金）
- バレイロ - プライアス・ド・サドA間 : 1時間に2本
  - 所要時間39分、一部を除き毎時25分と55分にバレイロを、毎時10分と40分にプライアス・ド・サドAを発車
  - 基本的に全ての列車が全区間を通して運転されるが、車両運用の関係で、早朝と夜に一部が留置線のあるセトゥーバル発着となる。

土休日
- バレイロ - プライアス・ド・サドA間 : 1時間に1本
  - 所要時間39分、一部を除き毎時25分にバレイロを、毎時40分にプライアス・ド・サドAを発車
  - 基本的に全ての列車が全区間を通して運転されるが、車両運用の関係で、夜に一部がセトゥーバル発着となる。

テージョ川を渡る連絡船ソフルーザは、平日昼間30分間隔、朝夕の通勤時間帯は10分間隔で運行される。